# BOOM festival '73
BOOM POP FEST '73 kompilacijski je uživo album raznih izvođača koji je snimljen 20. i 21. travnja u dvorani Tivoli, Ljubljana. Na festivalu su nastupili YU grupa, Pop mašina, Zdenka Kovačiček, Time, Ivica Percl, Buco i Srđan, Bumerang, Ave, Srce, Nirvana (trio), Jutro, Drago Mlinarec, Grupa 220, Rock express, Dah, Grupa 777, Grupa Marina Škrgatića, Srđan Marjanović, Lambert Shop, Ganeša, Spirit i Tajga.

## Popis pjesama i izvođača
1. "Kosovski božuri" - YU grupa (5:22)
2. "Ako odem" - Buco i Srđan (2:51)
3. "Moj smeh je umrl" - Ave (3:20)
4. "Gvendolina" - Srce (7:06)
5. "Mala noćna glasba" - Jutro (5:06)
6. "Klik tema broj 1" - Zdenka Kovačiček i Nirvana (8:27)
7. "Eto tako" - Rock Express (5:09)
8. "Pop pjevač" - Grupa 220 (10:13)
9. "Pjesme s planine" - Drago Mlinarec (7:39)
10. "Kaži mi ciganko šta u mome dlanu piše" - Time (9:07)
11. "Ako poželiš" - Dah (3:31)
12. "Hej, zar ne čuješ ti" - Grupa 777